# Tommy Gun (chanson)
Pour les articles homonymes, voir Tommy Gun.
Singles de The Clash
(White Man) In Hammersmith Palais
(1978) English Civil War
(1978)
Tommy Gun est le septième single du groupe punk londonien The Clash, le troisième issue de leur second album Give 'Em Enough Rope. Joe Strummer expliqua qu'il eut l'idée de cette chanson en pensant aux terroristes et en particulier au sentiment de fierté qu'ils devaient ressentir en lisant les articles traitant de leurs massacres comme le font les stars de cinéma avec les critiques de leurs films.

## Sens
Tommy Gun est le surnom du pistolet mitrailleur Thompson.
Alors que Topper Headon imite le bruit des coups de feu des films de gangster ou policiers avec des battements rapides sur sa caisse claire et que les distorsions et feedbacks des guitares hurlent, les paroles pleines de sarcasmes de Joe Strummer « I'm cutting out your picture from page one/I'm gonna get a jacket just like yours/And give my false support to your cause/Whatever you want, youre gonna get it! » condamnent plus qu'elles n'excusent la violence. Ainsi, à la fin de la chanson, il chante « If death comes so cheap/Then the same goes for life! ».
Dans le livret de Singles Box, Carl Barat (leader de Dirty Pretty Things et précédemment membre de The Libertines) dit qu'à l'époque, Tommy Gun était importante pour la musique car elle informait les gens de ce qui se passait dans le monde : « It's Tommy Gun a product of the volatile climate of the late seventies - all those references to terrorist organizations like Baader-Meinhof and The Red Brigade. It's like a punk rock adaptation of The Beatles' "Revolution". »,.

## Notoriété
Le single atteint la 19e place du hit-parade britannique en décembre 1978.